# Batalla de Koniecpol
La batalla de Koniecpol va ser un enfrontament el novembre de 1708 durant la Gran Guerra del Nord. Prop de Koniecpol a la Confederació de Polònia i Lituània, tropes pro-sueques s'enfrontaren a forces anti-sueques de la Confederació Sandomierz, lleials a August II de Polònia i aliats dels russos. Ambdós exèrcits tenien uns 10.000 efectius. Les tropes de Leszczyński foren derrotades, i no pogueren ajudar a Carles XII en la seva campanya russa.